# Jacques-Jean Dutry
Jacques-Jean (Jacobus-Joannes) Dutry (1746 - 1825) est un architecte qui a dessiné les plans de plusieurs châteaux, maisons de campagne et jardins dans la région de Gand (Flandre-Orientale, Belgique).

## Biographie

### Famille
Il est né à Gand le 10 septembre 1746. Il est le treizième enfant d'Adrien et de Marie-Anne Fermondt. Il épouse à Gand (Saint-Michel-Sud) le 13 juillet 1777 Anne-Marie Fermondt, fille de son cousin germain l'architecte Josse Fermondt et de Louise-Josèphe Hebbelynck, dont il eut onze enfants. Il décède à Gand le 16 février 1825.

### Formation
Il apprend les premiers éléments d’architecture à  l'Académie royale des beaux-arts de Gand, où il remporte le 7 juin 1767 le premier prix de la seconde classe, et le 13 août 1772 le premier prix de la première classe d'architecture. Il reçoit parallèlement une formation traditionnelle de maître d'œuvre au sein de la corporation des Métiers unis des Charpentiers et des Menuisiers de Gand où il reçoit la maîtrise en 1773. En avril 1773, il informe la direction de l’Académie royale des beaux-arts de Gand qu’il quitte l’école et se rend à Paris avec quatre autres condisciples de la section d’architecture.

### Carrière
À partir de 1776, il est mentionné dans l’annuaire de Gand comme maître charpentier. Il habite alors rue aux Draps (Drabstraat) à Gand chez son cousin germain, l’architecte et maître maçon Josse Fermondt. En 1787, il s'établit quai des Dominicains (Predikherenlei). À partir de 1784, il devient juré et maître à l’épreuve de la corporation des Métiers unis des Charpentiers et des Menuisiers de Gand. Pendant la révolution brabançonne, il exerce temporairement la fonction de directeur de travaux publics. De 1789 à 1808, il est en outre mentionné comme directeur-artiste de l'Académie royale des beaux-arts de Gand.
Il devient l'un des principaux architectes actifs à Gand durant le dernier quart du XVIIIe siècle. Ses biographes le décrivent surtout comme l’architecte de nombreux châteaux, maisons de campagne et jardins aux environs de Gand. Selon Dirk Van de Vijver, les dessins énumérés dans le catalogue de vente de sa bibliothèque et de sa collection témoignent de ses compétences comme ingénieur hydraulicien et bâtisseur d'églises pour les abbés de l'abbaye Saint-Pierre de Gand.

## Réalisations
Il est surtout cité pour avoir dessiné les plans du château Gavergracht à Vinderhoute (1807), pour le compte de la famille van de Woestyne-Clemmen. Ce château est répertorié par l'architecte gantois Pierre-Jacques Goetghebuer dans son livre Choix des monumens, édifices et maisons les plus remarquables du royaume des Pays-Bas, publié à Gand en 1827.
Parmi ses autres réalisations, sont également cités:
- le presbytère (actuellement la maison communale) de Dentergem (1784-1785)[10]
- la chaire à prêcher de l'église Saint-Jacques à Gand (1786-1787), en collaboration avec les sculpteurs Jacques Lagye et Charles van Poucke[11].
- la tour astronomique du château de Leeuwergem (1807) pour le comte Jean-Baptiste d'Hane-Steenhuyse[12].
- le jardin anglais du château d'Ooidonk à Bachte-Maria-Leerne (1810)[12]
- le jardin du château de Wondelgem[13]
- un château à Quatrecht[14]
- une maison de campagne à Merelbeke[12].

## Style
Son style est un classicisme strict marqué d'influences anglaises et françaises. À ce titre, il est un des représentants de l'architecture néoclassique en Belgique.